# Porcellionides fuegiensis
Porcellionides fuegiensis är en kräftdjursart som först beskrevs av James Dwight Dana 1853.  Porcellionides fuegiensis ingår i släktet Porcellionides och familjen Porcellionidae. Inga underarter finns listade i Catalogue of Life.